# Куберсола
Куберсола (мар. Кӱверсола) — деревня в Советском районе Республики Марий Эл. Входит в состав Кужмаринского сельского поселения.

## География
Находится в центральной части республики Марий Эл на расстоянии приблизительно 12 км по прямой на северо-запад от районного центра посёлка Советский.

## История
Деревня относится к весьма старым поселениям, на начало XX века отмечено 74 хозяйства, из них 10 — русские, остальные — марийские. Деревня делилась на две части. Первая, наиболее большая, называлась Корембал, а меньшая — Кумбал. В советское время работали колхозы «Шемер марий» и им. Ленина. В 2004 году учтено 45 домов, в том числе 15 каменных.

## Население
Население составляло 138 человек (мари 94 %) в 2002 году, 137 в 2010.

## Известные уроженцы
- Иванов Василий Тихонович (1933—2001) — марийский советский журналист, педагог. Заместитель главного редактора республиканской газеты «Марий коммуна» (1980—1994). Заслуженный работник культуры Российской Федерации (1994).
- Иванов Иван Семёнович (1934—2021) — марийский советский и российский деятель науки, литературовед, критик, фольклорист. Кандидат филологических наук (1970), профессор (1992), почётный профессор Марийского государственного педагогического института им. Н. К. Крупской (2004). Заслуженный деятель науки Марийской АССР (1981). Почётный работник высшего профессионального образования Российской Федерации (2003), заслуженный работник высшей школы Российской Федерации (2014).